# Липица (Псковская область)
Липица — деревня в Опочецком районе Псковской области России. Входит в состав Макушинской волости Опочецкого района.
Расположена в 22 км к юго-западу от города Опочка и в 10 км к югу от деревни Макушино.
Численность населения по состоянию на 2000 год составляла 15 жителей, на 2012 год — 4 жителя.
До 2006 года входила в состав ныне упразднённой Ладыгинской волости.